# Macropidia fuliginosa
Macropidia fuliginosa (Hook.) Druce – gatunek roślin z monotypowego rodzaju Macropidia J.Drumm. ex Harv. z rodziny hemodorowatych. Występuje endemicznie w zachodniej Australii Zachodniej na obszarze między miastami Muchea, położonym na północ od Perth, i Walkaway, położonym na południe od Geraldton. 
Nazwa naukowa rodzaju pochodzi od greckich słów μάκρος (makros  długi) i ποδός (podos – stopa), odnosząc się do łacińskiej nazwy rodzaju kangur (Macropus). Epitet gatunkowy pochodzi od łacińskiego słowa fuligo, oznaczającego sadzę, odnosząc się do barwy kwiatów tych roślin. Nazwa zwyczajowa w języku angielskim to black kangaroo paw, co można tłumaczyć jako czarna kangurza łapa.

## Morfologia

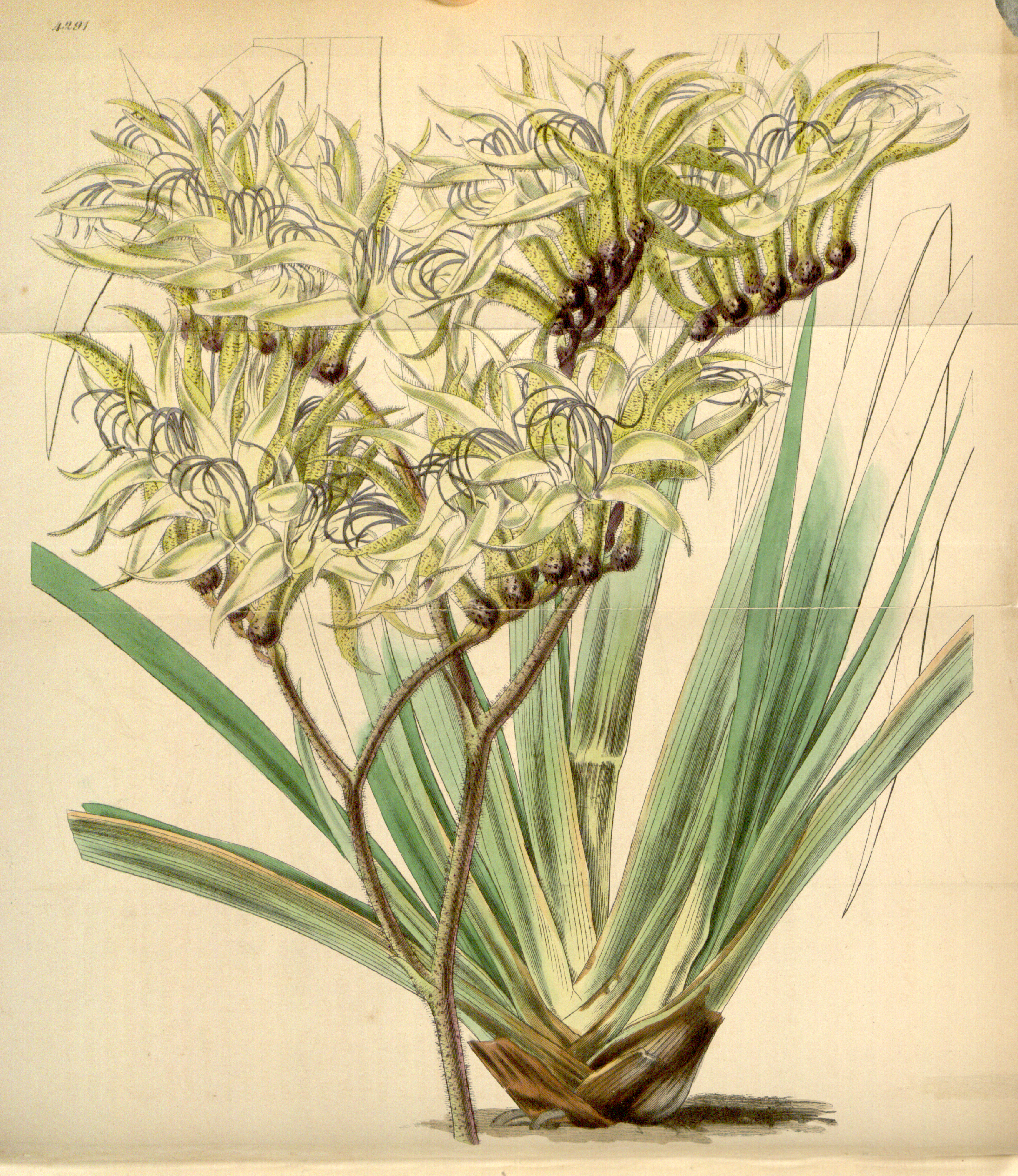

PokrójWieloletnie rośliny zielne, o wysokości 50–180 cm.
PędyKrótkie kłącze.
LiścieLiście o długości 20–50 cm i szerokości 10–15 mm, nagie, niebieskawozielone, wyrastające dwurzędowo.
KwiatyWyrastają w jednostronnych gronach zebranych w wiechę. Pęd kwiatostanowy o wysokości 50–180 cm. Okwiat grzbiecisty, głęboko klapowany, o długości 5–6 cm, zrośnięty na długości 1,2–1,8 cm w rurkę. Listki okwiatu nierówne, z zewnątrz pokryte gęsto splątanymi, wełnistymi, czarnymi włoskami, wewnątrz zielone. Łatki odgięte do tyłu względem rurki. Sześć pręcików osadzonych blisko gardzieli rurki, spłaszczonych, zebranych w sierpowaty kapturek. Nitki pręcików o długości 2,5–3,5 cm. Pylniki osadzone u nasady, o długości 3–5 mm. Łącznik brzusznie zakończony kończykiem. Zalążnia dolna, z pojedynczym zalążkiem w każdej komorze. Szyjka słupka nitkowata, długości 5–6 cm, wyprostowana u nasady, a następnie zakrzywiona.
OwoceTorebki, pękające przegrodowo. Nasiona kulistawe, owłosione, średnicy 3–5 mm.
Gatunki podobneBlisko spokrewniony z rodzajem Anigozanthos, od którego różni się jednak pękaniem torebek przegrodowo, pojedynczym zalążkiem w komorach zalążni (u Anigozanthos jest ich więcej), dłuższymi nitkami pręcików, głębiej podzielonym okwiatem, kolorem włosków okwiatu (które u Anigozanthos nie są czarne). Rośliny obu rodzajów cechuje również silna izolacja genetyczna.

## Biologia i ekologia
RozwójKwitnie od sierpnia do grudnia. W czasie lata przechodzi okres spoczynku. Rośliny żyją około 30 lat.
SiedliskoWystępuje na laterytowych glebach żwirowych, w pasie zbiorowisk niskich wrzosowisk i mallee, a także, w południowych granicach zasięgu, w niskich lasach Eucalyptus marginata.
Cechy fitochemiczneW roślinach obecne są związki aktywne, takie jak rutyna, działająca przeciwutleniająco, przeciwnadciśnieniowo i przeciwwirusowo, anigopreissyna, zapobiegająca powstawaniu zmarszczek spowodowanych skurczami mięśni, anigorufon, o aktywności przeciwgrzybiczej wobec Mycosphaerella fijiensis, a także działaniu nicieniobójczym, kumarany wykazujące działanie antymelanogenne, przeciwadipogenne, przeciwzapalne i przeciwutleniające oraz izosalipurpozyd, wykazujący szereg działań przeciwnowotworowych i przeciwko leiszmaniozie. Jeden ze związków obecnych w tej roślinie wykazuje silniejsze działanie przeciwko pałeczce ropy błękitnej niż ampicylina.
GenetykaHaploidalna liczba chromosomów n wynosi 6.

## Systematyka
Pozycja systematycznaRodzaj z plemienia Conostylideae podrodziny Conostylidoideae w rodzinie hemodorowatych (Haemodoraceae) w rzędzie komelinowców (Commelinales).

## Zastosowanie użytkowe
Rośliny ozdobneZe względu na nietypowe, pokryte czarnymi włoskami, zielone kwiaty, roślina ta uprawiana jest jako ozdobna i na kwiat cięty. Jest trudna w uprawie, podatna na szkodniki i choroby. Szczególnym problemem jest fytoftoroza, która objawia się czernieniem liści. Najlepiej rośnie w pełnym słońcu. Wymaga ciepłych lub gorących warunków oraz umiarkowanego, kropelkowego podlewania. Rozmnaża się ją przez podział kłącza lub z nasion.